# Markus Werning
Markus Werning (* November 1970 in Tübingen) ist ein deutscher Philosoph und Kognitionswissenschaftler. Er ist Professor für Philosophie der Sprache und Kognition an der Ruhr-Universität Bochum.

## Leben und Werk
Von 1992 bis 1999 studierte Markus Werning Philosophie und Physik an der Freien Universität Berlin und an der Universität Marburg unter Peter Bieri und Holm Tetens. In diese Zeit fiel auch ein Austauschjahr an der Rutgers University in New Jersey, in dem er an Vorlesungen von Jerry Fodor teilnahm. Er promovierte im Jahr 2005 unter Gerhard Schurz und Axel Bühler an der Universität Düsseldorf mit der Dissertation The Compositional Brain: A Unification of Conceptual and Neuronal Perspectives. Seit dem Jahr 2010 ist Werning Universitätsprofessor an der Ruhr-Universität Bochum. Zwar war die Stelle zunächst befristet, jedoch wurde sie im Jahr 2016 in eine Stelle auf Lebenszeit umgewandelt.
In seiner Forschung beschäftigt sich Markus Werning insbesondere mit der Kompositionalität von Sprache und Denken. Dazu greift er nicht nur auf philosophische Methoden zurück, sondern auch auf theoretische Methoden der formalen Semantik und des Bayesianismus, sowie auf empirische Methoden wie EEG und fMRT. In diesem Zusammenhang war er unter anderem einer der Herausgeber der Anthologie Oxford Handbook of Compositionality.
Neben der Erforschung von Sprache und Denken veröffentlichte Werning in neueren Jahren auch theoretische Arbeiten zum episodischen Gedächtnis. Darin vertritt er zusammen mit dem komputationalen Neurowissenschaftler Sen Cheng die These, dass das episodische Gedächtnis als eine natürliche Art eingestuft werden muss, weil es im Gegensatz zu anderen Formen des Gedächtnisses auf einem einheitlichen kausalen Mechanismus im Hippocampus beruht. In jüngerer Zeit hat er den kausalistischen Ansatz des Gedächtnisses gegen den simulationischen Ansatz verteidigt, indem er eine minimalistische Sichtweise der Gedächtnisspuren entwickelte.

## Schriften
- mit Sen Cheng und Thomas Suddendorf: Dissociating memory traces and scenario construction in mental time travel, Neuroscience & Biobehavioral Reviews 60, 2016, Seiten 82–89
- mit Sen Cheng: What is episodic memory if it is a natural kind?, Synthese 193, 2016, Seiten 1345–1385
- mit Wolfram Hinzen und Edouard Machery: The Oxford handbook of compositionality. Oxford University Press, 2012, ISBN 978-0-19-954107-2